# Gruppo Aziendale Ala Littoria 1942-1943
Questa voce raccoglie le informazioni riguardanti il Gruppo Aziendale Ala Littoria nelle competizioni ufficiali della stagione 1942-1943.

## Rosa
| N. |                   | Ruolo | Calciatore         |
| -- | ----------------- | ----- | ------------------ |
|    | Italia (bandiera) | A     | C. Aglioni         |
|    | Italia (bandiera) | D     | Romolo Alzani      |
|    | Italia (bandiera) | D     | Vincenzo Antinori  |
|    | Italia (bandiera) | C     | Amalio Balzarini   |
|    | Italia (bandiera) | P     | Pietro Brandani    |
|    | Italia (bandiera) | C     | Armando Castellani |
|    | Italia (bandiera) | A     | Angelo De Pazzi    |
|    | Italia (bandiera) | A     | P. Fiore           |
|    | Italia (bandiera) | D     | Romolo Lestini     |
|    | Italia (bandiera) | C     | P. Mangano         |
|    | Italia (bandiera) | C     | Ennio Modesti      |

| N. |                   | Ruolo | Calciatore         |
| -- | ----------------- | ----- | ------------------ |
|    | Italia (bandiera) | A     | Emilio Molesini    |
|    | Italia (bandiera) | D     | Giovanni Palombini |
|    | Italia (bandiera) | D     | Fernando Paicci    |
|    | Italia (bandiera) | A     | Luigi Perugini     |
|    | Italia (bandiera) | C     | Roberto Peticca    |
|    | Italia (bandiera) | P     | Umberto Piazzi     |
|    | Italia (bandiera) | D     | Antonio Riciniello |
|    | Italia (bandiera) | A     | G. Rossi           |
|    | Italia (bandiera) | A     | Luigi Sala         |
|    | Italia (bandiera) | A     | F. Sciannimanna    |